# Dick Meldonian
Richard Anthony "Dick" Meldonian (Providence (Rhode Island), 27 januari 1930 – Haworth (New Jersey), 25 januari 2017) was een Amerikaans sopraansaxofonist, tenorsaxofonist en klarinettist in de swing.

## Loopbaan
Meldonian begon op zijn achtste met klarinet spelen, toen hij elf was kwam daar ook de saxofoon bij. In 1949 begon hij zijn loopbaan als professioneel muzikant. Hij werkte bij Freddie Slack, Charlie Barnet (1950/1951) en Stan Kenton (1952). Ook speelde hij bij onder meer Shorty Rogers, Nat Pierce, Elliot Lawrence en Bill Russo. In New York werd hij actief als studio- en sessiemuzikant en speelde hij mee bij opnames van onder andere Erroll Garner. Hij was enige tijd actief in de band van Paul Quinichette en maakte begin jaren zestig deel uit van The Gerry Mulligan Concert Jazz Band. Meldonian werd eind jaren zeventig, begin jaren tachtig meer bekend door zijn kwartet The Jersey Swingers en de bigband die hij met drummer Sonny Igoe leidde.
Dick Meldonian stierf in 2017 kort voor zijn 87e verjaardag.

## Discografie
- Some of These Days, Progressive Records, 1978
- Dick Meldonian and Sonny Igoe with Their Big Swing Jazz Band Play Gene Roland Music, Progressive, 1981
- It's a Wonderful World, Jazzology Records, 1983
- Jersey Swing Concerts, Statiras, 1984
- Wonderful, Circle Records, 1989
- You've Changed, Progressive, 1994

- Bibliothèque nationale de France: cb14205869f (data)
- International Standard Name Identifier: 0000 0000 8519 1352
- Library of Congress Control Number: n95030072
- MusicBrainz: ed1d1f1a-3493-4f20-a4fc-1867a07694f9
- Virtual International Authority File: 73099002
- WorldCat: E39PBJvt4CjRxRGPBBxBkD9MT3